# Poštovní holub
Poštovní holub je plemeno holuba domácího, šlechtěné pro vynikající prostorovou orientaci a schopnost návratu domů z velkých vzdáleností. K přenášení zpráv holubí poštou byli holubi využíváni už od starověku, k poštovním účelům byli využíváni ptáci různých plemen i typů, především ze skupiny bradavičnatých plemen. Současný poštovní holub je specializované plemeno šlechtěné v Belgii a v Anglii v 18. a 19. století z tehdejších holubů používaných k poštovním účelům a na jeho vzniku se podílela kromě jiných i plemena kariér, dragoun, bagdety, někteří rejdiči a rackové.
Je to prošlechtěné plemeno s ustáleným exteriérem a jednotným, mezinárodně uznávaným vzorníkem. Mezinárodní vzorník je mezi holubími plemeny výjimkou. Poštovní holub se podobá holubovi skalnímu, jeho vzhled je zcela podřízen výkonu, rychlosti a vytrvalosti v letu. Nejdůležitějším exteriérovým znakem je trup, který musí být pevný, s těžištěm v přední části, s širokou a vyklenutou hrudí. Tvar těla je aerodynamický a vyvážený. U ptáků se vyžaduje dobré osvalení, křídla jsou krátká, silná a dobře opeřená, s co nejširšími loketními letkami. Hlava poštovního holuba je výrazná, zakulacená, s živýma výraznýma očima. Barva duhovky není ve vzorníku předepsána. Zobák by měl být velký přiměřeně k hlavě, ozobí je dobře ojíněné a suché. Ocas, nohy i hmotnost holuba jsou úměrné trupu. Poštovní holub se chová ve všech barevných a kresebných rázech.
Moderní poštovní holub je především sportovní plemeno. V letu dosahuje rychlostí 80-100 km/h a během jednoho dne se dokáže vrátit i ze vzdáleností blížících se 1000 km. U špičkového poštovního holuba jsou jeho vrozené schopnosti upevňovány výcvikem i samotnými závody. Poštovní holub má též schopnost polařit a je možné jej chovat i v extenzivních chovech, ale v tom případě se od nich velký sportovní výkon nedá očekávat.
Ptáci jsou vystavováni ve dvou kategoriích: standard a sport. V kategorii sport se holubi hodnotí jen podle dosažených výkonů a exteriér je spíš podružný. V kategorii standard se hodnotí exteriér ptáků, ale ke vstupu na výstavu musí i tito holubi nalétat předepsaný počet tzv. vítězných kilometrů, kdy se holub musí umístit mezi 20 % prvních holubů na jednotlivých závodech.